# 宇和島市立津島病院
宇和島市立津島病院（うわじましりつつしまびょういん）は、愛媛県宇和島市津島町にある公立病院。

## 沿革
- 1957年 - 津島町国民健康保険津島中央病院として開設。病床数　130床（一般80床・結核50床）。
- 1981年4月 - 全面改築し、町立津島病院と改名。病床数　130床（一般110床・結核20床）。
- 1986年4月 - 病床数133床となる。人間ドック開始。
- 1995年～1996年 - MRI・ヘリカルCT・ガンマカメラなどを導入。
- 1997年10月 - 眼科・耳鼻咽喉科・泌尿器科・人工透析・作業療法室などの外来棟増築。
- 1999年
  - 5月 - 病床数　133床（一般88床・療養型45床）となる。
  - 12月 - 開放型病院として承認される。
- 2003年5月 - 療養型病床を廃止し、すべて一般病床となる。
- 2005年
  - 8月 - 津島町が宇和島市・三間町・吉田町と市町村合併後、名称を宇和島市立津島病院に改名。
  - 9月 - 一般病床88床中44床（3病棟）を休床し、一般病床44床・療養病床45床とする。
- 2007年
  - 5月 - 病床数　100床（一般病床55床・療養病床45床）となる。
  - 9月 -	病床数　101床（一般病床56床・療養病床45床）となる。
- 2008年8月 - 病床数　105床（一般病床60床・療養病床45床）となる。
- 2013年4月 - 地域連携室を開設。
- 2016年2月 - 地域包括ケア病床を15床開始。
- 2017年3月 - 地域包括ケア病床を19床に増床。
- 2018年11月 - 病棟入替えにより療養病床を40床に減少。
- 2020年2月	地域包括ケア病床を25床に増床。病床数　100床（一般病床60床（うち地域包括ケア病床25床）・療養病床40床）となる。

## 診療科目
- 内科
- 泌尿器科
- 外科
- 整形外科
- 眼科
- 耳鼻咽喉科
- 神経内科
- 循環器内科
- リハビリテーション科
- 放射線科
- 小児科（休診中）
- 心療内科（休診中）
- 脳神経外科（休診中）
- 皮膚科（休診中）